# Thalera ochracea
Thalera ochracea är en fjärilsart som beskrevs av Kolossow. Thalera ochracea ingår i släktet Thalera och familjen mätare. Inga underarter finns listade i Catalogue of Life.